# Mount Nemesis
Mount Nemesis är ett berg i Antarktis. Det ligger i Västantarktis. Argentina, Chile och Storbritannien gör anspråk på området. Toppen på Mount Nemesis är 790 meter över havet, eller 566 meter över den omgivande terrängen. Bredden vid basen är 4,4 km.
Terrängen runt Mount Nemesis är kuperad norrut, men söderut är den platt. Havet är nära Durán söderut. Trakten är glest befolkad. Närmaste befolkade plats är San Martín Station, 11,4 kilometer nordväst om Durán.